# Rezolucja Rady Bezpieczeństwa ONZ nr 1673
Rezolucja Rady Bezpieczeństwa ONZ nr 1673 została uchwalona 27 kwietnia 2006 podczas 5429. posiedzenia Rady.
Rezolucja przedłuża mandat tzw. Komitetu 1540 do dnia 27 kwietnia 2008. Przypomina także państwom o zobowiązaniach związanych z kwestią nierozprzestrzeniania broni masowego rażenia, nałożonych na nie w rezolucji 1540. 